# Joakim Hagleitner
Ernst Joakim Hagleitner, född 17 februari 1960 i Vantörs församling, Stockholms stad, var med i den svenska popgruppen Freestyle. I bandet var han sångare och spelade trummor. Han grundade Freestyle tillsammans med Christer Sandelin, Anders Uddberg och Tommy Ekman.